# 茲戈熱萊茨縣

51°09′01″N 15°00′31″E / 51.15028°N 15.00861°E
茲戈熱萊茨縣（波蘭語：Powiat zgorzelecki），是波蘭的縣份，位於該國西南部，由下西里西亞省負責管轄，首府設於茲戈熱萊茨，面積838平方公里，2006年人口94,408，人口密度每平方公里110人。